# Verein für Rasensport Wormatia Worms 2013-2014
Questa voce raccoglie le informazioni riguardanti il Verein für Rasensport Wormatia Worms nelle competizioni ufficiali della stagione 2013-2014.

## Stagione
Nella stagione 2013-2014 il Wormatia, allenato da Stefan Emmerling, Sascha Eller e Hans-Jürgen Boysen, concluse il campionato di Regionalliga sudovest al 16º posto.

## Rosa
| N. |                     | Ruolo | Calciatore             |
| -- | ------------------- | ----- | ---------------------- |
| 1  | Germania (bandiera) | P     | Rainer Adolf           |
| 2  | Germania (bandiera) | D     | Patrick Wolf           |
| 3  | Germania (bandiera) | D     | Tim Bauer              |
| 5  | Turchia (bandiera)  | D     | Erdal Celik            |
| 7  | Germania (bandiera) | C     | Rachid El Hammouchi    |
| 8  | Germania (bandiera) | C     | Maximilian Mehring     |
| 9  | Germania (bandiera) | A     | Adam Jabiri            |
| 10 | Germania (bandiera) | C     | Kevin Wölk             |
| 12 | Serbia (bandiera)   | A     | Srđjan Baljak          |
| 15 | Germania (bandiera) | C     | Kevin Prinz von Anhalt |
| 17 | Germania (bandiera) | C     | Benjamin Himmel        |
| 18 | Germania (bandiera) | D     | Marco Stark            |
| 19 | Germania (bandiera) | D     | Marco Steil            |
| 20 | Germania (bandiera) | C     | Marcel Abele           |

| N. |                     | Ruolo | Calciatore       |
| -- | ------------------- | ----- | ---------------- |
| 21 | Germania (bandiera) | P     | Lucas Menz       |
| 21 | Germania (bandiera) | C     | Markus Hofmeier  |
| 22 | Germania (bandiera) | A     | Marcel Kunstmann |
| 23 | Polonia (bandiera)  | D     | Alan Stulin      |
| 26 | Germania (bandiera) | A     | Lucas Oppermann  |
| 27 | Germania (bandiera) | D     | Eugen Gopko      |
| 29 | Germania (bandiera) | C     | Johnathan Zinram |
| 30 | Germania (bandiera) | C     | Sandro Loechelt  |
| 31 | Germania (bandiera) | P     | Carsten Nulle    |
| 34 | Germania (bandiera) | D     | Björn Weisenborn |
| 39 | Germania (bandiera) | C     | Rik Hiemeleers   |
| 39 | Germania (bandiera) | C     | Tufan Tosunoğlu  |
| 39 | Turchia (bandiera)  | A     | Alper Akçam      |

## Organigramma societario
Area tecnica
- Allenatore: Sascha Eller
- Allenatore in seconda: Steven Jones
- Preparatore dei portieri:
- Preparatori atletici:
- Analisi video:

## Calciomercato

### Sessione estiva
| Acquisti | Acquisti            | Acquisti           | Acquisti |
| R.       | Nome                | da                 | Modalità |
| -------- | ------------------- | ------------------ | -------- |
| P        | Rainer Adolf        | Waldhof Mannheim   |          |
| A        | Srđjan Baljak       | Duisburg           |          |
| D        | Erdal Celik         | Homburg            |          |
| C        | Rachid El Hammouchi | Wuppertal          |          |
| C        | Markus Hofmeier     | FSV Francoforte    |          |
| P        | Lucas Menz          | Ebbsfleet Utd      |          |
| A        | Markus Müller       | Babelsberg         |          |
| C        | Carsten Sträßer     | Chemnitz           |          |
| C        | Kevin Wölk          | FSV Francoforte II |          |
| C        | Johnathan Zinram    | SV Gonsenheim      |          |

| Cessioni | Cessioni         | Cessioni             | Cessioni |
| R.       | Nome             | a                    | Modalità |
| -------- | ---------------- | -------------------- | -------- |
| D        | Christoph Böcher | Arminia Ludwigshafen |          |
| C        | Jacob Ammann     | TSG Balingen         |          |
| A        | Younes Bahssou   | Wiesbaden            |          |
| D        | Nassim Banouas   | Waldhof Mannheim     |          |
| A        | Shqipon Bektashi | Waldhof Mannheim     |          |
| A        | Romas Dressler   | Jahn Ratisbona       |          |
| P        | Kevin Knödler    | Waldhof Mannheim     |          |
| C        | Sven Oswald      | Pfeddersheim         |          |
| A        | Christoph Sauter | Rot-Weiss Essen      |          |
| C        | Daniele Toch     | VfR Mannheim         |          |
| C        | Kevin Wittke     | Kickers Offenbach    |          |

### Sessione invernale
| Acquisti | Acquisti         | Acquisti        | Acquisti |
| R.       | Nome             | da              | Modalità |
| -------- | ---------------- | --------------- | -------- |
| A        | Marcel Kunstmann | Osnabrück       |          |
| C        | Tufan Tosunoğlu  | SVN Zweibrücken |          |
| P        | Carsten Nulle    | Hessen Kassel   |          |

| Cessioni | Cessioni        | Cessioni          | Cessioni |
| R.       | Nome            | a                 | Modalità |
| -------- | --------------- | ----------------- | -------- |
| C        | Carsten Sträßer | Meuselwitz        |          |
| D        | Benjamin Vali   | VfR Bürstadt      |          |
| A        | Markus Müller   | Kickers Offenbach |          |
| A        | Damian Kaminski | Bahlinger SC      |          |
| D        | Sandro Rösner   | Hauenstein        |          |

## Risultati

### Regionalliga

#### Girone di andata
| Arbitro: | Fritsch |

|          |           |            |
| Wölk 61’ | Marcatori | 88’ Fındık |

| Offenbach am Main 3 agosto 2013, ore 14:00 CEST 2ª giornata | Kickers Offenbach | 0 – 0 referto | Wormatia Worms | Sparda-Bank-Hessen-Stadion (7 502 spett.)\| Arbitro: \| Fritz \| |
| Arbitro:                                                    | Fritz             |               |                |                                                                  |

| Arbitro: | Kempkes |

|                  |           |          |
| Steil 81’ (rig.) | Marcatori | 42’ Lutz |

| Arbitro: | Kircher |

|           |           |               |
| Bozic 67’ | Marcatori | 83’ Oppermann |

| Arbitro: | Göpferich |

|            |           |             |
| Zinram 68’ | Marcatori | 90’ Schmeer |

| Arbitro: | Zorn |

|                      |           |           |
| Schwind 84’ Galm 90’ | Marcatori | 14’ Abele |

| Worms 3 settembre 2013, ore 19:00 CEST 7ª giornata | Wormatia Worms | 0 – 0 referto | Eintracht Treviri | EWR-Arena (1 280 spett.)\| Arbitro: \| Faller \| |
| Arbitro:                                           | Faller         |               |                   |                                                  |

| Arbitro: | Bartsch |

|                  |           |            |
| Pokar 45’ (rig.) | Marcatori | 18’ Baljak |

| Arbitro: | Wingenbach |

|                     |           |                            |
| Jabiri 6’, 52’, 75’ | Marcatori | 22’ Fuschilo 43’ Battaglia |

| Arbitro: | Wiatrek |

|                                 |           |                                 |
| Lahn 7’ Ferfelīs 24’ Stumpf 39’ | Marcatori | 40’ Jabiri 57’ Müller 76’ Bauer |

| Arbitro: | Reichel |

|                                |           |            |
| Parra 2’ Mimbala 56’ Telch 90’ | Marcatori | 34’ Müller |

| Arbitro: | Münch |

|  |           |                       |
|  | Marcatori | 80’ Hürzeler 88’ Gyau |

| Arbitro: | Klein |

|                    |           |  |
| Nebe 24’ Matys 76’ | Marcatori |  |

| Arbitro: | Vonderschmidt |

|  |           |                                 |
|  | Marcatori | 55’ Dautaj 68’ Zerić 81’ Sökler |

| Arbitro: | Kempter |

|            |           |  |
| Treske 87’ | Marcatori |  |

| Arbitro: | Faller |

|                 |           |             |
| Kuhn 75’ (aut.) | Marcatori | 70’ Senesie |

| Arbitro: | Günsch |

|                                      |           |  |
| Lewerenz 36’ Slišković 74’, 75’, 83’ | Marcatori |  |

#### Girone di ritorno
| Worms 30 novembre 2013, ore 14:00 CET 18ª giornata | Wormatia Worms | 0 – 0 referto | Kickers Offenbach | EWR-Arena (1 622 spett.)\| Arbitro: \| Zorn \| |
| Arbitro:                                           | Zorn           |               |                   |                                                |

| Arbitro: | Gasteier |

|                                         |           |  |
| Kempf 15’ Albayrak 73’ Oesterhelweg 86’ | Marcatori |  |

| Arbitro: | Endriß |

|                      |           |               |
| Hammouchi 12’ (aut.) | Marcatori | 15’ Kunstmann |

| Arbitro: | Günsch |

|                           |           |                                                                           |
| Jabiri 56’ von Anhalt 74’ | Marcatori | 18’ Kath 25’, 27’ (rig.), 86’ Falahen 34’ Philipp 78’ Gabriele 85’ Diagné |

| Arbitro: | Göpferich |

|             |           |  |
| Schmeer 79’ | Marcatori |  |

| Arbitro: | Jöllenbeck |

|                |           |  |
| Weisenborn 45’ | Marcatori |  |

| Arbitro: | Klein |

|                                           |           |  |
| Quotschalla 29’ Comvalius 69’ Abelski 72’ | Marcatori |  |

| Arbitro: | Kempkes |

|          |           |  |
| Wolf 56’ | Marcatori |  |

| Arbitro: | Vonderschmidt |

|            |           |          |
| Arnold 56’ | Marcatori | 88’ Wolf |

| Arbitro: | Steinberg |

|  |           |                    |
|  | Marcatori | 47’ Sözen 90’ Lahn |

| Arbitro: | Schlager |

|                                          |           |                                                 |
| Wölk 70’ (rig.) Oppermann 76’ Zinram 87’ | Marcatori | 36’ Lienhard 43’, 75’ (rig.) Fachat 45’ Mimbala |

| Arbitro: | Wiatrek |

|  |           |                              |
|  | Marcatori | 59’ Oppermann 82’ Weisenborn |

| Arbitro: | Reichel |

|                           |           |              |
| Jabiri 19’, 60’ Bauer 88’ | Marcatori | 83’ Schrader |

| Arbitro: | Jöllenbeck |

|  |           |                       |
|  | Marcatori | 34’ Jabiri 90’ Zinram |

| Arbitro: | Meisberger |

|  |           |                |
|  | Marcatori | 65’, 78’ Kiral |

| Arbitro: | Bartsch |

|                                                                  |           |                                           |
| Rühle 4’ Fischer 10’, 55’ Rizzi 23’ (rig.) Renner 86’ Berger 90’ | Marcatori | 16’ Bauer 39’, 56’, 67’ Jabiri 64’ Zinram |

| Arbitro: | Weickenmeier |

|            |           |                                 |
| Jabiri 85’ | Marcatori | 36’ Weil 47’ Parker 69’ Franzin |

## Statistiche

### Statistiche di squadra
| Competizione          | Punti | In casa | In casa | In casa | In casa | In casa | In casa | In trasferta | In trasferta | In trasferta | In trasferta | In trasferta | In trasferta | Totale | Totale | Totale | Totale | Totale | Totale | DR  |
| Competizione          | Punti | G       | V       | N       | P       | Gf      | Gs      | G            | V            | N            | P            | Gf           | Gs           | G      | V      | N      | P      | Gf     | Gs     | DR  |
| --------------------- | ----- | ------- | ------- | ------- | ------- | ------- | ------- | ------------ | ------------ | ------------ | ------------ | ------------ | ------------ | ------ | ------ | ------ | ------ | ------ | ------ | --- |
| Regionalliga sudovest | 30    | 17      | 4       | 6       | 7       | 18      | 30      | 17           | 2            | 6            | 9            | 18           | 32           | 34     | 6      | 12     | 16     | 36     | 62     | -26 |
| Totale                | 30    | 17      | 4       | 6       | 7       | 18      | 30      | 17           | 2            | 6            | 9            | 18           | 32           | 34     | 6      | 12     | 16     | 36     | 62     | -26 |

### Andamento in campionato
| Giornata  | 1 | 2  | 3  | 4  | 5  | 6  | 7  | 8  | 9  | 10 | 11 | 12 | 13 | 14 | 15 | 16 | 17 | 18 | 19 | 20 | 21 | 22 | 23 | 24 | 25 | 26 | 27 | 28 | 29 | 30 | 31 | 32 | 33 | 34 |
| --------- | - | -- | -- | -- | -- | -- | -- | -- | -- | -- | -- | -- | -- | -- | -- | -- | -- | -- | -- | -- | -- | -- | -- | -- | -- | -- | -- | -- | -- | -- | -- | -- | -- | -- |
| Luogo     | C | T  | C  | T  | C  | T  | C  | T  | C  | T  | T  | C  | T  | C  | T  | C  | T  | C  | T  | T  | C  | T  | C  | T  | C  | T  | C  | C  | T  | C  | T  | C  | T  | C  |
| Risultato | N | N  | N  | N  | N  | P  | N  | N  | V  | N  | P  | P  | P  | P  | P  | N  | P  | N  | P  | N  | P  | P  | V  | P  | V  | N  | P  | P  | V  | V  | V  | P  | P  | P  |
| Posizione | 8 | 12 | 12 | 11 | 11 | 13 | 13 | 13 | 13 | 13 | 14 | 15 | 15 | 15 | 15 | 15 | 16 | 16 | 16 | 16 | 16 | 16 | 16 | 16 | 16 | 16 | 16 | 16 | 16 | 16 | 15 | 16 | 16 | 16 |

Legenda:

Luogo: C = Casa; T = Trasferta. Risultato: V = Vittoria; N = Pareggio; P = Sconfitta.

### Statistiche dei giocatori
| M. Abele      | 25 | 1  | 9 | 0 |
| R. Adolf      | 13 | 0  | 1 | 0 |
| A. Akçam      | 19 | 0  | 4 | 0 |
| S. Baljak     | 19 | 1  | 1 | 0 |
| T. Bauer      | 18 | 3  | 0 | 0 |
| E. Celik      | 19 | 0  | 5 | 0 |
| E. Gopko      | 23 | 0  | 2 | 0 |
| R. Hammouchi  | 28 | 0  | 1 | 0 |
| R. Hiemeleers | 7  | 0  | 0 | 0 |
| B. Himmel     | 29 | 0  | 5 | 0 |
| M. Hofmeier   | 2  | 0  | 1 | 0 |
| A. Jabiri     | 22 | 12 | 7 | 0 |
| M. Kunstmann  | 12 | 1  | 1 | 0 |
| S. Loechelt   | 2  | 0  | 0 | 0 |
| M. Mehring    | 2  | 0  | 0 | 0 |
| L. Menz       | 13 | 0  | 1 | 0 |
| M. Müller     | 9  | 2  | 2 | 0 |
| C. Nulle      | 9  | 0  | 2 | 0 |
| L. Oppermann  | 30 | 3  | 2 | 0 |
| S. Rösner     | 16 | 0  | 3 | 1 |
| M. Stark      | 6  | 0  | 1 | 0 |
| M. Steil      | 21 | 1  | 4 | 1 |
| C. Sträßer    | 14 | 0  | 5 | 2 |
| A. Stulin     | 13 | 0  | 2 | 0 |
| T. Tosunoğlu  | 1  | 0  | 0 | 0 |
| B. Weisenborn | 13 | 2  | 3 | 0 |
| P. Wolf       | 15 | 2  | 0 | 1 |
| K. Wölk       | 27 | 2  | 7 | 0 |
| J. Zinram     | 27 | 4  | 0 | 0 |
| K. von Anhalt | 16 | 1  | 3 | 0 |